# Henri Dès

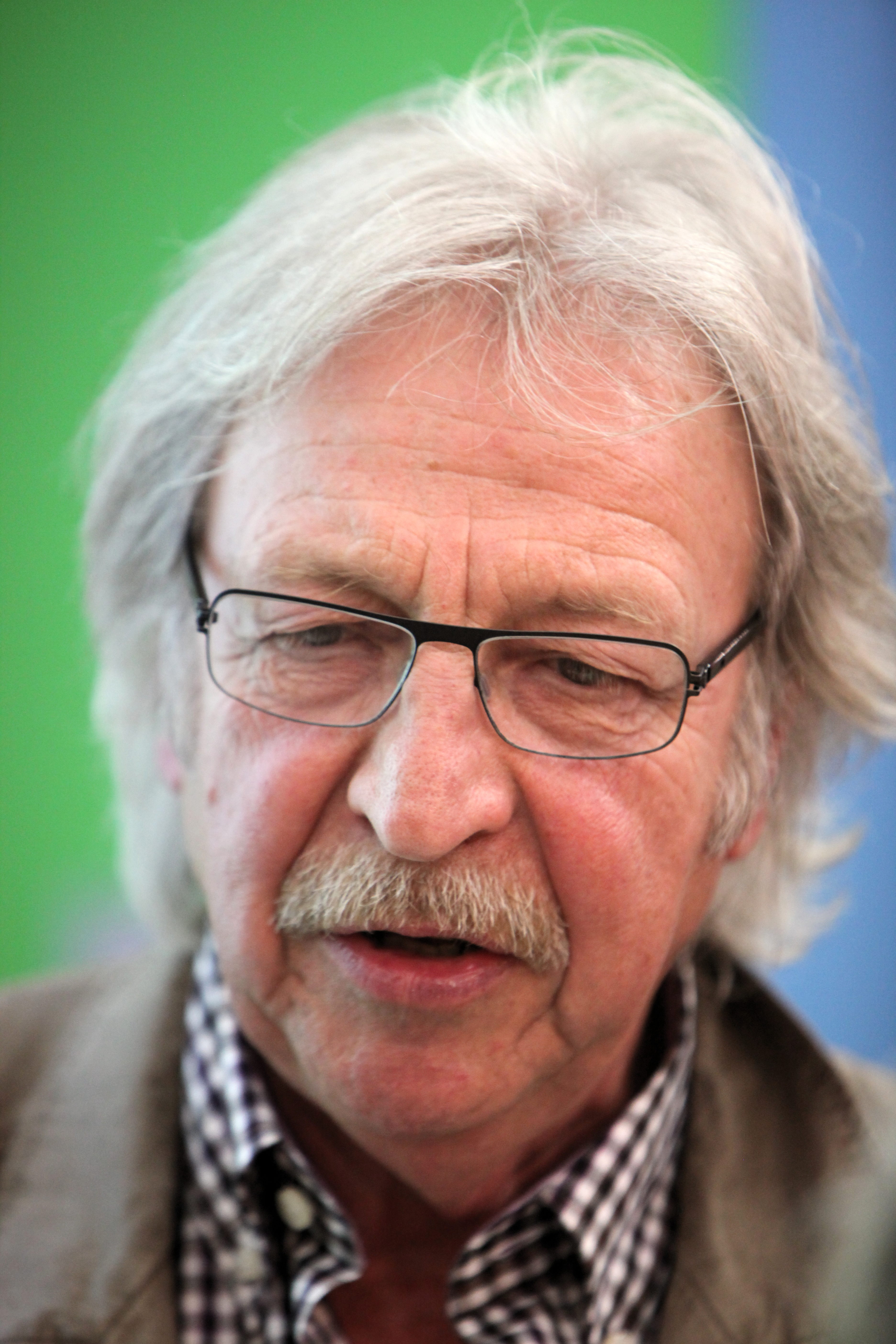
Henri Dès (2011)

Henri Dès (* 14. Dezember 1940 in Renens im Kanton Waadt als Henri Destraz) ist ein Schweizer Sänger und vor allem für seine Musik für Kinder bekannt.

## Leben und Wirken
Erste Aufnahmen des Sängers waren Chansons für ein erwachsenes Publikum. Er war Gewinner beim Sopot Festival 1969 mit dem Titel Maria Consuela.
Ein Jahr später trat er für die Schweiz beim Eurovision Song Contest 1970 mit dem humorvollen Chanson Retour an, mit dem er den vierten Platz errang. Im Refrain dieses Titels sang er nichts anderes als ein klangmalerisches „ba ba ba ba ba ba“.
Ab 1977 hatte er zahlreiche Tonträger mit Musik für Kinder veröffentlicht. Er gründete hierzu ein eigenes Label namens Production Mary-Josée, welches er nach seiner Frau benannt hatte. Auftritte hatte er im gesamten frankophonen Raum und im TV-Kinderprogramm.

## Diskografie (Auswahl)
Alben

| Jahr | Titel                                                  | Höchstplatzierung, Gesamtwochen, AuszeichnungChartplatzierungen (Jahr, Titel, Platzierungen, Wochen, Auszeichnungen, Anmerkungen) | Höchstplatzierung, Gesamtwochen, AuszeichnungChartplatzierungen (Jahr, Titel, Platzierungen, Wochen, Auszeichnungen, Anmerkungen) | Höchstplatzierung, Gesamtwochen, AuszeichnungChartplatzierungen (Jahr, Titel, Platzierungen, Wochen, Auszeichnungen, Anmerkungen) | Anmerkungen |
| Jahr | Titel                                                  | CH | FR | BEW | Anmerkungen |
| ---- | ------------------------------------------------------ | --- | --- | --- | ----------- |
| 1997 | On peut pas tout dire 11                               | — | FR50 (8 Wo.)FR | — |             |
| 1999 | Du soleil 12                                           | — | FR75 (1 Wo.)FR | — |             |
| 2001 | C’est le père Noël                                     | CH49 (3 Wo.)CH | FR38 (7 Wo.)FR | — |             |
| 2002 | 14 Comme des géants                                    | CH63 (2 Wo.)CH | FR77 (22 Wo.)FR | — |             |
| 2003 | Olympia 2003                                           | — | FR136 (3 Wo.)FR | — |             |
| 2005 | Polissongs                                             | CH29 (5 Wo.)CH | FR80 (21 Wo.)FR | BEW71 (9 Wo.)BEW |             |
| 2006 | Olympia 2006                                           | — | FR176 (4 Wo.)FR | BEW48 (5 Wo.)BEW |             |
| 2006 | 1 Cache-cache                                          | — | — | BEW87 (1 Wo.)BEW |             |
| 2007 | 15 gâteau                                              | CH51 (4 Wo.)CH | FR90 (13 Wo.)FR | — |             |
| 2008 | 16 L’hirondelle et le papillon                         | CH58 (5 Wo.)CH | FR171 (2 Wo.)FR | BEW89 (3 Wo.)BEW |             |
| 2009 | Vol. 1                                                 | — | FR112 (13 Wo.)FR | — |             |
| 2011 | Abracadabra                                            | — | — | BEW95 (1 Wo.)BEW |             |
| 2012 | En 25 chansons                                         | — | FR171 (1 Wo.)FR | BEW82 (10 Wo.)BEW |             |
| 2013 | 18 Casse-pieds                                         | — | — | BEW81 (14 Wo.)BEW |             |
| 2014 | La discothèque des petits, vol. 1 – Un coffret de 3 CD | — | — | BEW149 (2 Wo.)BEW |             |
| 2014 | 50 ans de chansons                                     | — | FR182 (1 Wo.)FR | BEW83 (30 Wo.)BEW |             |
| 2015 | La ménagerie des animaux                               | — | — | BEW98 (15 Wo.)BEW |             |
| 2022 | Autrement                                              | CH48 (1 Wo.)CH | — | — |             |